# Red Star OS
Red Star OS (coréen : 붉은별, Pulgunbyol) est un système d'exploitation nord-coréen basé sur le noyau Linux.
Il est développé depuis 2002 par le Korea Computer Center. Avant son développement, les ordinateurs nord-coréens étaient équipés des versions anglaises de Microsoft Windows. La version 2.0 de Red Star OS est sortie courant 2010. Le système d'exploitation n'est maintenant disponible qu'en langue coréenne, dans sa variante nord-coréenne quant à la terminologie et à l'orthographe.

## Détails techniques
L'interface graphique est fondée sur l'environnement de bureau KDE 3. Une version modifiée du navigateur Web Mozilla Firefox, renommée Naenara (« Mon Pays »), permet d'accéder au portail nord-coréen du même nom. Parmi les autres logiciels disponibles figurent un éditeur de texte, un client de messagerie, des lecteurs audio et vidéo, ainsi que des jeux vidéo.[réf. souhaitée]
La configuration minimale requise pour Red Star OS est la suivante :
- Pentium III 800 Mhz
- 256 Mo de mémoire vive
- 3 Go d'espace disque

La version 2.0 de Red Star OS utilisait un environnement de bureau KDE3 avec des éléments graphiques qui imitaient très précisément ceux de Microsoft Windows 7. Depuis la version 3.0 de Red Star OS, l'interface graphique imite désormais celle du système OS X de Apple. L'actuel dirigeant Nord-Coréen Kim Jong-un aurait été vu sur une photographie avec un iMac sur son bureau, ce qui pourrait possiblement indiquer une connexion avec cette refonte graphique de Red OS 3.0,.

## Historique

### Version 1.0
La première version, fort ressemblante à Windows XP, est apparue en 2008.
Le navigateur web Naenara basé sur Mozilla Firefox, une suite de bureautique basé sur Open Office appelé Uri 2.0 ainsi que Wine y étaient inclus.
Jusque maintenant, aucune copie ne s'est retrouvée en ligne sur Internet. Seules des captures d'écran du système d'exploitation ont été publiées officiellement par la KCNA et ont été découvertes ensuite par la presse sud-coréenne.

### Version 2.0
Le développement de la version 2.0 a commencé en mars 2008, et fut complétée le 3 juin 2009. Comme sa précédente version, son apparence était basée sur Windows XP et coûtait 2 000 Won nord-coréen (approx. 15 $ US)

### Version 3.0
Cette version peut être librement téléchargée depuis archive.org par exemple.

### Version 4.0
D'après le Pyongyang Times, Red Star OS 4.0 a été diffusée en janvier 2019, uniquement en Corée du Nord.
En juin 2020, NKEconomy (NK경제) en a obtenu une copie et a publié quelques informations.